# Архітектурна творчість Ле Корбюзьє
Архітектурна робота Ле Корбюзьє, видатний внесок у сучасний рух, є об’єктом Світової спадщини, що складається з добірки 17 будівельних проектів у кількох країнах франко-швейцарського архітектора Ле Корбюзьє. Ці місцини демонструють, як архітектура сучасного руху застосовувалася для задоволення потреб суспільства, і показують глобальний діапазон стилю та архітектора.

## Список місць
| Зображення | ID       | Назва                                                 | Розташування                    | Координати                                                                        | Заповідна зона         | Буферна зона             |
| ---------- | -------- | ----------------------------------------------------- | ------------------------------- | --------------------------------------------------------------------------------- | ---------------------- | ------------------------ |
|            | 1321-001 | Вілла Ла Рош та Вілла Жаннере                         | Франція (Париж)                 | 48°51′6.696″ пн. ш. 2°15′55.26″ сх. д. / 48.85186000° пн. ш. 2.2653500° сх. д.    | 0,097 га (0,24 акра)   | 13,644 га (33,72 акра)   |
|            | 1321-002 | Невелика вілла на березі Женевського озера fr         | Швейцарія (Корсо)               | 46°28′6.29″ пн. ш. 6°49′45.61″ сх. д. / 46.4684139° пн. ш. 6.8293361° сх. д.      | 0,04 га (0,099 акра)   | 5,8 га (14 акрів)        |
|            | 1321-003 | Сіте Фружес                                           | Франція (Пессак)                | 44°47′56.004″ пн. ш. 0°38′52.368″ зх. д. / 44.79889000° пн. ш. 0.64788000° зх. д. | 2,179 га (5,38 акра)   | 26,475 га (65,42 акра)   |
|            | 1321-004 | Мезун Ґюєтте                                          | Бельгія (Антверпен)             | 51°11′1.201″ пн. ш. 4°23′35.7″ сх. д. / 51.18366694° пн. ш. 4.393250° сх. д.      | 0,0103 га (0,025 акра) | 6,7531 га (16,687 акра)  |
|            | 1321-005 | Будинки поселення Вайссенгоф                          | Німеччина (Штутгарт)            | 48°47′59.442″ пн. ш. 9°10′39.594″ сх. д. / 48.79984500° пн. ш. 9.17766500° сх. д. | 0,1165 га (0,288 акра) | 33,6213 га (83,080 акра) |
|            | 1321-006 | Вілла Савой та будиночок садівника                    | Франція (Пуассі)                | 48°55′27.923″ пн. ш. 2°1′42.038″ сх. д. / 48.92442306° пн. ш. 2.02834389° сх. д.  | 1,036 га (2,56 акра)   | 155,585 га (384,46 акра) |
|            | 1321-007 | Імебльо Кларте                                        | Швейцарія (Женева)              | 46°12′0.576″ пн. ш. 6°9′23.072″ сх. д. / 46.20016000° пн. ш. 6.15640889° сх. д.   | 0,15 га (0,37 акра)    | 1,8 га (4,4 акра)        |
|            | 1321-008 | Будівля locatif в Порте Моітор                        | Франція (Париж, Булонь-Біянкур) | 48°50′36.204″ пн. ш. 2°15′4.644″ сх. д. / 48.84339000° пн. ш. 2.25129000° сх. д.  | 0,032 га (0,079 акра)  | 57,113 га (141,13 акра)  |
|            | 1321-009 | Житлова одиниця Марселя (Променисте місто)            | Франція (Марсель)               | 43°15′40.932″ пн. ш. 5°23′46.248″ сх. д. / 43.26137000° пн. ш. 5.39618000° сх. д. | 3,648 га (9,01 акра)   | 119,833 га (296,11 акра) |
|            | 1321-010 | Мануфактура у Сен-Дьє fr                              | Франція (Сен-Дьє-де-Вож)        | 48°17′26.952″ пн. ш. 6°57′0.9″ сх. д. / 48.29082000° пн. ш. 6.950250° сх. д.      | 0,762 га (1,88 акра)   | 64,912 га (160,40 акра)  |
|            | 1321-011 | Будинок Куручета                                      | Аргентина (Ла-Плата)            | 34°54′40.83″ пд. ш. 57°56′30.57″ зх. д. / 34.9113417° пд. ш. 57.9418250° зх. д.   | 0,027 га (0,067 акра)  | 6,965 га (17,21 акра)    |
|            | 1321-012 | Каплиця Нотр-Дам-дю-О в Роншамі                       | Франція (Роншам)                | 47°42′16.164″ пн. ш. 6°37′14.808″ сх. д. / 47.70449000° пн. ш. 6.62078000° сх. д. | 2,734 га (6,76 акра)   | 239,661 га (592,22 акра) |
|            | 1321-013 | Котедж Ле Корбюзьє                                    | Франція (Рокбрюн-Кап-Мартен)    | 43°45′34.992″ пн. ш. 7°27′48.24″ сх. д. / 43.75972000° пн. ш. 7.4634000° сх. д.   | 0,198 га (0,49 акра)   | 176,172 га (435,33 акра) |
|            | 1321-014 | Капітолійський комплекс Чандіґарга                    | Індія (Чандігарх)               | 30°45′27″ пн. ш. 76°48′20″ сх. д. / 30.75750° пн. ш. 76.80556° сх. д.             | 66 га (160 акрів)      | 195 га (480 акрів)       |
|            | 1321-015 | Монастир Сент-Марі-де-ла-Туретт                       | Франція (Еве)                   | 45°49′9.826″ пн. ш. 4°37′21″ сх. д. / 45.81939611° пн. ш. 4.62250° сх. д.         | 17,923 га (44,29 акра) | 99,872 га (246,79 акра)  |
|            | 1321-016 | Національний музей західного образотворчого мистецтва | Японія (Токіо)                  | 35°42′55″ пн. ш. 139°46′33″ сх. д. / 35.71528° пн. ш. 139.77583° сх. д.           | 0,93 га (2,3 акра)     | 116,17 га (287,1 акра)   |
|            | 1321-017 | Будинок культури (Фірміні)                            | Франція (Фірміні)               | 45°22′59.484″ пн. ш. 4°17′20.641″ сх. д. / 45.38319000° пн. ш. 4.28906694° сх. д. | 2,601 га (6,43 акра)   | 90,008 га (222,41 акра)  |

## Зовнішні посилання
- Архітектурна робота Ле Корбюзьє, видатний внесок у сучасний рух / Офіційний сайт ЮНЕСКО
- Асоціація сайтів Ле Корбюзьє
- Архітектурна робота Ле Корбюзьє: видатний внесок у сучасний рух на сайті Фонду Ле Корбюзьє